# Joab
Joab (que significa ‘Yahveh es padre’) es, en la Biblia, el capitán de David desde la batalla contra Isbaal, hijo de Saúl, pero fue capitán del ejército de David cuando Joab entra contra la ciudad de Jerusalén.
Joab aparece en el Libro de los reyes y en los Libros de Samuel. Se trata del sobrino y hombre de confianza de David, hijo de Sarvia, hermana del rey. Joab fue general del Ejército de Israel en el tiempo del rey David; fue nombrado porque fue el primero en entrar contra la ciudad de Jebús (Jerusalén). En las guerras, Joab salía victorioso. En una guerra contra los amonitas, David le envió una carta donde decía que pusiera a Urías el heteo.
Joab mató a Abner cuando este último había ido a hacer alianza con David, también mató al hijo rebelde de David, Absalón, en la revuelta contra su padre, pese a que tenía órdenes de respetar su vida. También asesinó a Amasa, capitán de Absalón.
Cuando diversos bandos se enfrentan por la sucesión de David, él escoge el partido del mayor de los hijos vivos del rey, Adonías, en contra de Salomón y junto a Abiatar. Por ello, Salomón mandó que lo matara el capitán de mercenarios Benaía, quien lo sucedería en su cargo.
| Predecesor: Abner | General del Ejército de Israel {{{período}}} | Sucesor: Benaía |